# Maria do Carmo Silveira
Maria do Carmo Trovoada Pires de Carvalho Silveira (nascuda en 1960) és una política africana que fou primer ministre de São Tomé i Príncipe del 8 de juny de 2005 al 21 d'abril de 2006.

## Biografia
És llicenciada en economia per la Universitat Nacional de Donetsk, actualment a Ucraïna, i fou governadora del Banc Central de São Tomé i Príncipe de 1999 a 2005. Va exercir com a primera ministra i ministra de Planificació i Finances de São Tomé i Príncipe del 8 de juny de 2005 al 21 d'abril de 2006.
Silveira, la segona dona del país que arribà a primera ministra, és membre del Moviment per l'Alliberament de São Tomé i Príncipe/Partit Socialdemòcrata (MLSTP-PSD) del qual en fou membre del comitè executiu. Silveira declarà que l'estabilitat macroeconòmica era la seva prioritat i va deixar la seva empremta en els altres per a la resolució dels conflictes salarials amb els sindicats en el sector públic, assegurant-se el suport de l'FMI i l'obtenció d'un acord amb Angola en la cooperació en el sector petrolier.
El seu mandat com a primer ministre va acabar després de les eleccions legislatives de São Tomé i Príncipe de 2006, quan els partits de l'oposició derrotaren el MLSTP-PSD, i la va succeir com a primer ministre Tomé Vera Cruz en 2006.